# Gudmund

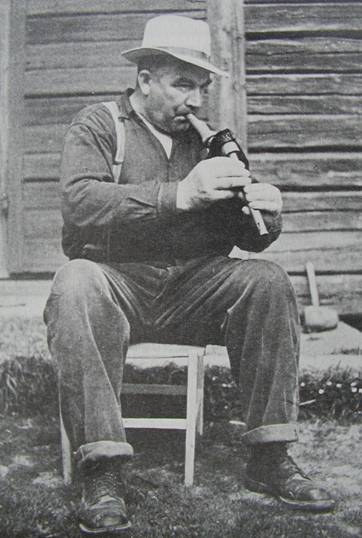
Gudmunds Nils Larsson.

Mansnamnet Gudmund är av fornnordiskt ursprung och sammansatt av ord som betyder "gud" och "beskyddare". Den isländska formen är Guðmundur.
Namnet har varit ovanligt ända sedan det infördes i almanackan 1901.
31 december 2014 fanns det totalt 532 personer i Sverige med namnet, varav 75 med det som tilltalsnamn.
År 2003 fick 4 pojkar namnet, men ingen fick det som tilltalsnamn.
Namnsdag: 2 april, (1993-2000: 16 november). I den finlandssvenska namnsdagslängden har Gudmund namnsdag 16 januari sedan 1929, då en egen namnsdagskalender togs i bruk för finlandssvenskar.

## Personer med namnet Gudmund/Guðmundur
- Gudmund Borelius, fysiker
- Gudmund Frunck, litteraturhistoriker
- Gudmund Toijer, jurist
- Gudmund Jöran Adlerbeth, psalmförfattare, ledamot av Svenska Akademien
- Gudmund Leonard Silverstolpe, ämbetsman och skald
- Gudmunds Nils Larsson, säckpipespelare
- Guðmundur Gunnarsson, isländsk fotbollsspelare
- Guðmundur Kamban, isländsk författare